# Sonoma
Sonoma és una població dels Estats Units a l'estat de Califòrnia. Segons el cens del 2009 tenia 9.863 habitants.

## Demografia
Segons el cens del 2000, Sonoma tenia 9.128 habitants, 4.373 habitatges, i 2.361 famílies. La densitat de població era de 1.329,9 habitants/km².
Per edats la població es repartia de la següent manera: un 18,6% tenia menys de 18 anys, un 4,8% entre 18 i 24, un 23,5% entre 25 i 44, un 28,9% de 45 a 60 i un 0% 65 anys o més.
L'edat mitjana era de 47 anys. Per cada 100 dones de 18 o més anys hi havia 77 homes.
La renda mitjana per habitatge era de 50.505 $ i la renda mitjana per família de 65.600 $. Els homes tenien una renda mitjana de 51.831 $ mentre que les dones 40.276 $. La renda per capita de la població era de 32.387 $. Entorn del 2% de les famílies i el 3,7% de la població estaven per davall del llindar de pobresa.

## Poblacions més properes
El següent diagrama mostra les poblacions més properes.